# Cotonou
Cotonou är den lagstiftande, juridiska och reella huvudstaden i Benin (officiell huvudstad är dock Porto-Novo). Cotonou hade cirka 680 000 invånare vid folkräkningen 2013 och är landets största stad. Cotonou utgör dessutom ett av landets tolv departement, med namnet Littoral. Detta departement består av endast en kommun, Cotonou, som är indelad i tretton arrondissement. Bebyggelsen fortsätter att växa, främst över gränsen till departementet Atlantique i väster och nordväst, med förortsområden i kommunen Abomey-Calavi (med bland annat Godomey, landets tredje folkrikaste ort). Cotonou ligger i landets sydöstra del, mellan Guineabukten i Atlanten och Nokouésjön. Cotonou är en viktig knutpunkt med bland annat textil- och livsmedelsindustri. Den 23 juni 2000 slöts Cotonouavtalet i staden, ett viktigt avtal mellan Europeiska unionen och AVS-staterna.

## Historia
Cotonou betyder "mynningen vid dödens flod" på fon. Vid 1800-talets början var Cotonou (dåvarande stavning Kotonou) knappt en liten fiskeby. Området tillhörde ursprungligen Dahomey, men 1851 gjorde fransmännen en överenskommelse med kung Guezo som tillät dem att etablera en handelsplats vid Cotonou.
Under Guezos efterträdare Gleles regim blev området franskt den 19 maj 1868. 1883 ockuperade den franska flottan staden för att förhindra brittiskt övertagande. Efter Gleles död 1889 försökte hans son Béhanzin utmana fransmännen men misslyckades, och därefter utvecklades staden snabbt.

## Befolkningsutveckling
- 1979: 320 348 (folkräkning)
- 1992: 536 827 (folkräkning)
- 2002: 665 100 (folkräkning)[1]
- 2013: 679 012 (folkräkning)[1]

## Transport och ekonomi
Cotonou anses vara Benins ekonomiska huvudstad eftersom två tredjedelar av industrierna och huvudkontoren för de största företagen och bankerna finns här. Staden är en så kallad "marknadsstad", som möjliggör handel med länder i det inre av Afrika. Korruption och illegal handel är vanlig, speciellt med grannlandet Nigeria.
Förutom den självstyrande hamnen, som är en av Västafrikas största, finns en frihandelszon för de kustlösa staterna runt Sahara. Staden har förbindelse med Parakou i landets norra del via järnvägen Benin-Niger. Cadjehoun Airport har linjer till regionens huvudstäder och Frankrike samt till Benins viktigaste städer: Parakou, Kandi, Natitingou, Djougou och Savè. Det finns även vägförbindelse med grannländerna Nigeria, Burkina Faso, Niger och Togo. Tack vare dessa förbindelser har Cotonou blivit en knutpunkt i den västafrikanska handeln, med mycket transporter från Abidjan på grund av inbördeskriget i Elfenbenskusten.
Viktiga varor är palmolja, bryggerivaror, textilier och cement. Motorfordon och cyklar sätts samman och det finns sågverk i staden. Petroleumprodukter, bauxit och järn är viktiga exportvaror. Det finns oljeplattformar som borrar efter olja. Staden är också centrum för bilhandeln med europeiska märken som säljs på öppna parkeringsplatser.

## Utbildning
I staden finns Université National du Bénin.